# Christian Friele

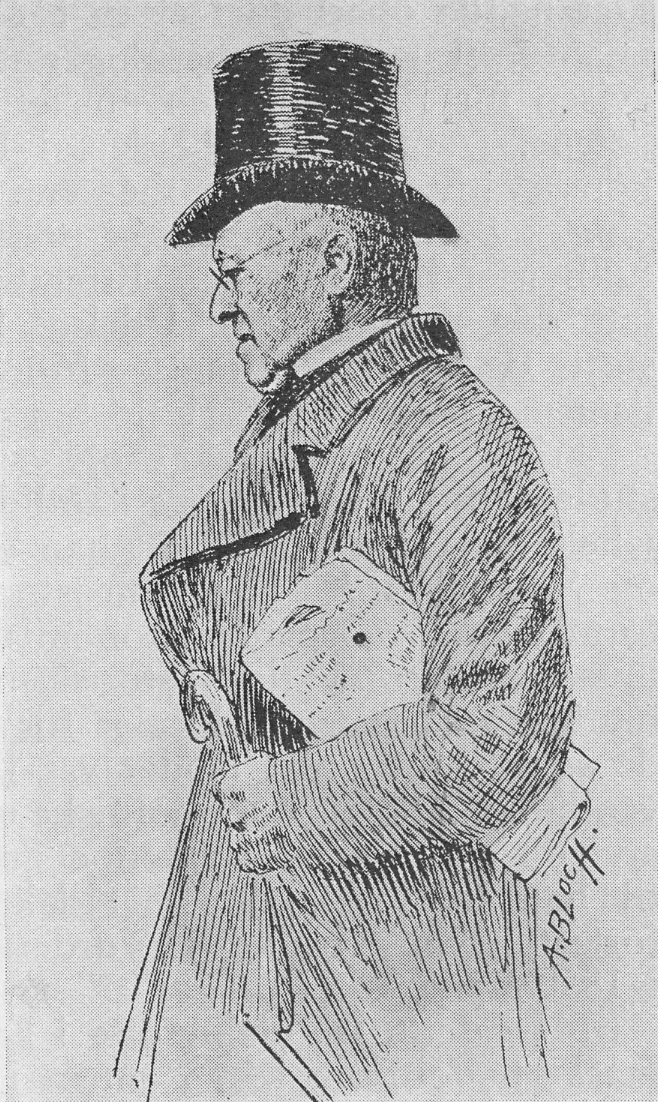
Christian Friele, teckning av Andreas Bloch.

Christian Frederik Gotfried Friele, född 22 maj 1821, död 24 januari 1899, var en norsk journalist.
Efter avlagd juristexamen 1851 blev han anställd vid Christianiaposten 1852-54, därefter vid Morgenbladet, från 1857 i dess redaktion, och 1863-93 som chefredaktör. Friele gjorde Morgenbladet till en modern, kulturellt och politisk ledande tidning av dittills osedda dimensioner i Norge. Hans påfallande polemiska journalistik har starkt kritiserats.